# Чечёрский (Липецкая область)
Чечёрский — посёлок Кузовлёвского сельского поселения Лев-Толстовского района Липецкой области.
Расположен вдоль шоссе Лев Толстой — Первомайское.
Возник в 1930-х годах. В 1932 году это был посёлок Но́вые Чечеры, так как населили его переехавшие жители села Чечеры. Позже название поменялось на Чечёрский.

## Население
| 2000 | 2010 |
| ---- | ---- |
| 10   | ↘4   |